# João Natailton Ramos dos Santos
João Natailton Ramos dos Santos, em russo Жуан Натаилтон Рамос дос Сантос (Umbaúba, 25 de dezembro de 1988), mais conhecido como Joãozinho, é um futebolista brasileiro, naturalizado russo que atua como meia e lateral-esquerdo. Atualmente defende o Brasiliense.

## Carreira

### Portuguesa
Nascido em Umbaúba, cidade distante 96 quilômetros de Aracaju, Joãozinho saiu de Sergipe aos 15 anos, sem passar por nenhuma equipe sergipana, e foi jogar no Sub-15 da Portuguesa. Subiu para o time profissional em 2006.

### Levski Sofia
Suas boas atuações pelo clube paulista chamaram a atenção de clubes europeus e Joãozinho foi contratado por um dos maiores times búlgaros, o Levski Sofia.

### Krasnodar
Após três anos de sucesso atuando na Bulgária, apareceu a proposta de jogar no futebol russo. Em outubro de 2010, o Krasnodar entrou em contato com o atleta e joãozinho assinou contrato com clube da primeira divisão da Rússia.

### Dínamo Moscou
Joãozinho se transferiu para o Dínamo Moscou, em 2018.

## Titúlos
Campeonato Búlgaro de Futebol: 2007 e 2009

## Estatísticas
Até 11 de novembro de 2015.

### Clubes
| Clube             | Temporada         | Campeonato nacional | Campeonato nacional | Campeonato nacional | Copa nacional[a] | Copa nacional[a] | Copa nacional[a] | Competições continentais[b] | Competições continentais[b] | Competições continentais[b] | Outros torneios[c] | Outros torneios[c] | Outros torneios[c] | Total | Total | Total   |
| Clube             | Temporada         | Jogos               | Gols                | Assist.             | Jogos            | Gols             | Assist.          | Jogos                       | Gols                        | Assist.                     | Jogos              | Gols               | Assist.            | Jogos | Gols  | Assist. |
| ----------------- | ----------------- | ------------------- | ------------------- | ------------------- | ---------------- | ---------------- | ---------------- | --------------------------- | --------------------------- | --------------------------- | ------------------ | ------------------ | ------------------ | ----- | ----- | ------- |
| Krasnodar         | 2011–12           | —                   | —                   | —                   | 1                | 0                | 0                | —                           | —                           | —                           | —                  | —                  | —                  | 1     | 0     | 0       |
| Krasnodar         | 2011–12           | 39                  | 7                   | 11                  | 1                | 0                | 1                | —                           | —                           | —                           | —                  | —                  | —                  | 40    | 7     | 12      |
| Krasnodar         | 2012–13           | 30                  | 4                   | 16                  | 1                | 0                | 0                | —                           | —                           | —                           | —                  | —                  | —                  | 31    | 4     | 16      |
| Krasnodar         | 2013–14           | 30                  | 7                   | 9                   | 4                | 0                | 3                | —                           | —                           | —                           | —                  | —                  | —                  | 34    | 7     | 12      |
| Krasnodar         | 2014–15           | 19                  | 6                   | 5                   | 2                | 2                | 0                | 8                           | 3                           | 4                           | —                  | —                  | —                  | 29    | 11    | 9       |
| Krasnodar         | 2015–16           | 2                   | 0                   | 0                   | 1                | 1                | 0                | 3                           | 1                           | 0                           | —                  | —                  | —                  | 6     | 2     | 0       |
| Krasnodar         | Total             | 120                 | 24                  | 41                  | 10               | 3                | 4                | 11                          | 4                           | 4                           | 0                  | 0                  | 0                  | 141   | 31    | 49      |
| Total na carreira | Total na carreira | 120                 | 24                  | 41                  | 10               | 3                | 4                | 11                          | 4                           | 4                           | 0                  | 0                  | 0                  | 141   | 31    | 49      |

- a. ^ Jogos da Copa da Rússia
- b. ^ Jogos da liga Europa da UEFA
- c. ^ Jogos do Jogo amistoso